# Maria Rydberg
Maria Charlotte Rydberg, född 29 juli 1963 i Nacka, är en svensk röstskådespelare, musikalartist och sångerska.
Rydberg har vunnit teaterpriset Guldmasken vid två tillfällen, 1991 för rollen som Eponine i Les Misérables och 1998 för rollen som Maria i West Side Story. Rydberg har medverkat i musikalerna The Rocky Horror Show (1983), Cats (1987), West Side Story (1989 och 1997), Les Misérables (1990), Elvira Madigan (1992) och A Chorus Line (1996).

## Filmografi (urval)
- 1994-95 - Aladdin (röst som Jasmin)
- 1997 - Pokémon (röst som Syster Joy, Misty & May)
- 1998 - The Rugrats Movie (röst som Lil)
- 1998 - Paulie (röst som Lila)
- 1998 - Lejonkungen II – Simbas skatt (röst som Kiara som vuxen)
- 1999 - Pokémon – Filmen (röst som Syster Joy & Miranda)
- 2000 - Dora utforskaren (röst som Dora)
- 2001 - Spy Kids (röst som Ingrid)
- 2001 - Jimmy Neutron: Underbarnet (röst som Courtney)
- 2002 - Tarzan & Jane (röst som Greenly)
- 2002 - Våran Scooby-Doo (övriga röster)
- 2002 - Den vilda familjen Thornberry – filmen (röst som Eliza)
- 2002 - Karlsson på taket (röst)
- 2003 - Spy Kids 3-D: Game Over (röst som Ingrid)
- 2003 - Rugrats i vildmarken (röst som Lil)
- 2003 - Sonic X (röst som Amy Rose)
- 2004 - Sagan om My Little Pony (röst som Sweetstuff, Reeka & Shady)
- 2005 - Wallace & Gromit: Varulvskaninens förbannelse (övriga röster)
- 2005 - Robotar (röst som Fru Copperbottom)
- 2005 - My Little Pony - God jul med Minty (röst som Pinkie Pie, Sweetberry, Star Catcher, Cloud Climber, Scootaloo, samt sång)
- 2005 - Lassie (röst som Jeanie)
- 2005 - Kalle och chokladfabriken (röst som Fru Fagervy)
- 2006 - My Little Pony - Regnbåge på rymmen (röst som Glitterstråle, Pinkie Pie, Sweetberry & Star Catcher)
- 2006 - My Little Pony - Prinsessan (röst som Wysteria, Sweetberry, Pinkie Pie, samt sång)
- 2006 - På andra sidan häcken (röst som Stella)
- 2007 - Surf's Up (röst)
- 2007 - Råttatouille (röst)
- 2007 - Mina vänner Tiger & Nalle Puh (röst som Piggsvin)
- 2007 - Winx Club: The Secret of the Lost Kingdom (röst som Belladonna)
- 2008 - Kung Fu Panda (övriga röster)
- 2009 - Projekt Prinsessa	Chloe & Lärarinna
- 2009 - Upp (övriga röster)
- 2009 - Hannah Montana: The Movie (röst)
- 2010 - Space Buddies - Valpgänget på rymdäventyr	(datorröst)
- 2010 - Marmaduke (röst som Debbie)
- 2012 - The Legend of Korra (röst som Ikki, Toph och Raava)
- 2014–2017 – Här är ditt liv, Riley (svensk röst till Topanga)
- 2015 - Shimmer och Shine (röst)

## Teater

### Roller (ej komplett)
| År   | Roll           | Produktion                                                                      | Regi            | Teater                     |
| ---- | -------------- | ------------------------------------------------------------------------------- | --------------- | -------------------------- |
| 1983 | Janet Weiss    | The Rocky Horror Show Richard O'Brien                                           | Thotte Dellert  | Chinateatern               |
| 1984 | Frida          | P. Svanslös Bodil Malmsten                                                      | Bodil Malmsten  | Oscarsteatern              |
| 1989 | Maria          | West Side Story Leonard Bernstein, Stephen Sondheim och Arthur Laurents         | Runar Borge     | Chinateatern               |
| 1994 |                | Hair Galt MacDermot, Gerome Ragni och James Rado                                | Runar Borge     | Chinateatern               |
| 1996 | Maggie Winslow | A Chorus Line James Kirkwood, Nicholas Dante, Edward Kleban och Marvin Hamlisch | Thomas Ryberger | Riksteatern/ Stora Teatern |
| 1997 | Maria          | West Side Story Leonard Bernstein, Stephen Sondheim och Arthur Laurents         | Richard Herrey  | Oscarsteatern              |